# Monte Gleno
De Monte Gleno is een 2882 meter hoge berg in de Orobische Alpen op de grens van de Italiaanse provincies Sondrio en Bergamo.
De berg is gelegen tussen de bergdalen Valle di Scalve, Valle Seriana en Valtellina. Op de westelijke helling liggen twee kleine gletsjers. Tot begin vorige eeuw vormden de twee nog een grote ijsmassa, maar zijn sindsdien in een hoog tempo afgesmolten.
De plaats Valbondione (970 m) in het hoge Valle Seriana is het uitgangspunt voor de beklimming van de berg. Van hier voert de tocht in noordelijke richting omhoog naar de berghut Curò (1915 m). Vanuit hier gaat men langs het bergmeer Lago del Barbellino en onder de toppen van de Pizzo Recastello (2888) en Pizzo dei Tre Confini (2823 m) richting de Monte Gleno.
Aan de zuidzijde van de berg ontspringt de Gleno. In 1921 werd een dam gebouwd om het water van deze rivier op te vangen. Op 1 december 1923 stortte een deel van de dam in waardoor een enorme watermassa omlaag stortte richting het Valle di Scalve en Val Camonica. Het water bereikte binnen een uur het Iseomeer en maakte onderweg ruim 500 slachtoffers.